# Zebraduif
De zebraduif (Geopelia striata) is een oorspronkelijk uit Zuidoost-Azië afkomstige duif, maar is elders op de wereld uitgezet en verwilderd en wordt ook veel als kooivogel gehouden.

## Uiterlijk
Voorhoofd en keel zijn grijs, achterkant van het kopje is grijs-roze, de borst is iets meer rozerood. De vleugels zijn bruinachtig en hebben evenals de zijkant van het lijf zwarte dwarsstrepen. Zijn totale lengte van kop tot staartpunt is 22-23 centimeter. Het vrouwtje is iets kleiner.

## Verspreiding en leefgebied
De zebraduif komt oorspronkelijk voor op Malakka, de Soenda-eilanden Sumatra, Java (eiland), Bali (eiland) en Celebes en op de Filipijnen. Op Borneo komt de vogel mogelijk voor door het verwilderen van ontsnapte kooivogels in de jaren 1960. Evenzo komen anno 2012 verwilderde populaties voor in het Brits Indische Oceaanterritorium, Frans-Polynesië, Laos, Madagaskar, Mauritius, Qatar, Réunion, Sint-Helena (eiland), Ascension (eiland), Tristan da Cunha, de Seychellen en in de Verenigde Staten. Het leefgebied bestaat uit open landschappen met struikgewas, tuinen, plantsoenen en steden.

## Status
De zebraduif heeft een enorm groot verspreidingsgebied en daardoor alleen al is de kans op uitsterven uiterst gering. De grootte van de populatie is niet gekwantificeerd. Er is geen aanleiding te veronderstellen dat de soort in aantal achteruit gaat. Om deze redenen staat de zebraduif als niet bedreigd op de Rode Lijst van de IUCN.